# Municipio de Sandoun
El municipio de Sandoun (en inglés: Sandoun Township) es un municipio ubicado en el condado de Ransom en el estado estadounidense de Dakota del Norte. En el año 2010 tenía una población de 66 habitantes y una densidad poblacional de 0,71 personas por km².

## Geografía
El municipio de Sandoun se encuentra ubicado en las coordenadas 46°24′47″N 97°20′37″O / 46.41306, -97.34361. Según la Oficina del Censo de los Estados Unidos, el municipio tiene una superficie total de 93.36 km², de la cual 93,36 km² corresponden a tierra firme y (0 %) 0 km² es agua.

## Demografía
Según el censo de 2010, había 66 personas residiendo en el municipio de Sandoun. La densidad de población era de 0,71 hab./km². De los 66 habitantes, el municipio de Sandoun estaba compuesto por el 96,97 % blancos, el 3,03 % eran afroamericanos. Del total de la población el 0 % eran hispanos o latinos de cualquier raza.